# Le Vaulmier
Le Vaulmier – miejscowość i gmina we Francji, w regionie Owernia-Rodan-Alpy, w departamencie Cantal.
Według danych na rok 1990 gminę zamieszkiwało 114 osób, a gęstość zaludnienia wynosiła 7 osób/km² (wśród 1310 gmin Owernii Le Vaulmier plasuje się na 730. miejscu pod względem liczby ludności, natomiast pod względem powierzchni na miejscu 586.).